# Djeca
Djeca es una película dramática bosnia de 2012 dirigida por Aida Begić. La película compitió en la sección Un Certain Regard del Festival de Cine de Cannes de 2012 donde ganó el premio de Distinción Especial. La película fue seleccionada como la entrada bosnia al Oscar a la Mejor Lengua Extranjera en los 85.ª Premios de la Academia, pero no llegó a la lista final.

## Reparto
- Marija Pikić como Rahima
- Ismir Gagula como Nedim
- Bojan Navojec como Davor
- Sanela Pepeljak como Vedrana
- Vedran Đekić como Čiza
- Mario Knezović como Dino
- Jasna Beri como Saliha
- Nikola Đuričko como Tarik
- Staša Dukić como Selma
- Aleksandar Seksan como Rizo
- Velibor Topić como Mirsad Melić